# Road to the Multiverse
Road to the Multiverse is de 127e aflevering van Family Guy. Het is de vijfde aflevering uit de speciale Road to...-reeks.

## Verhaal
Terwijl de Griffins een kermis bezoeken, vertelt Stewie aan Brian dat hij een wedstrijd heeft gewonnen met zijn genetisch perfect varken en onthult dan waar hij het varken vandaan heeft gehaald: het multiversum. Het duo reist naar een universum waar het christendom nooit heeft bestaan. Brian en Stewie springen dan van nieuw universum naar nieuw universum, totdat ze uiteindelijk belanden in een wereld waar honden de rol van mensen vervullen. Daar gaat Stewies machine kapot en moeten de twee een manier vinden om deze wereld te verlaten. Ze kunnen uiteindelijk ontsnappen met de machine van de Stewie uit dit universum en nemen een menselijke versie van Brian mee, die wordt overreden op het einde van de aflevering.

## Ontvangst
Deze aflevering is de best ontvangen aflevering uit de hele serie volgens IMDb, met een score van 9.1.